# Nacugumo (1937)
Nacugumo (japonsky 夏雲) byl torpédoborec japonského císařského námořnictva třídy Asašio. Byl dokončen v únoru 1938 jako šestá jednotka desetičlenné třídy Asašio. Zúčastnil se druhé světové války v Tichomoří, během které se věnoval eskortním a transportním povinnostem.
Počátkem války se věnoval krytí japonského postupu na Filipíny a do Holandské východní Indie. Během bitvy u Midway v červnu 1942 byl součástí krytí Kondóova okupačního svazu. Poté se věnoval doprovodu těžkých jednotek loďstva a v srpnu se zúčastnil bitvy u východních Šalomounů. Zúčastnil se tří „krysích transportů“ na Guadalcanal a při čtvrtém byl 12. října 1942 potopen americkými letouny.

## Popis
Nacugumo byl objednán na základě „doplňovacího programu pomocných plavidel z roku 1934“ a byl šestou dokončenou jednotkou třídy Asašio. Jeho výzbroj tvořilo šest 127mm kanónů typu 3. roku ve třech dvouhlavňových věžích (jedné na přídi a dvou na zádi) a dva čtyřhlavňové 610mm torpédomety typu 92 modelu 2. Zásoba torpéd typu 93 byla (alespoň v počáteční fázi války) šestnáct kusů.
Instalace radaru, ani výměny dělové věže č. 2 za další protiletadlové kanóny se Nacugumo nedočkal.

## Služba
V noci z 11. na 12. října 1942 Nacugumo doprovázel nosiče hydroplánů Niššin a Čitose vezoucí posily na Guadalcanal. Nacugumo byl potopen americkými letadly, když společně s Asagumo pomáhal torpédoborci Murakumo poškozenému v právě skončené bitvě u mysu Esperance. V 15:45 hod byly Nacugumo a Asagumo napadeny skupinou 11 Avengerů a Dauntlessů doprovázených 12 stíhači. Nacugumo byl zasažen jednou pumou uprostřed trupu a další dvě pumy explodovaly v jeho těsné blízkosti. Poté, co Asagumo vzal na svou palubu jeho posádku, se Nacugumo v 16:27 potopil asi 90 námořních mil (165 km) na západo-severozápadně od ostrova Savo na pozici 8°40′ j. š., 159°20′ v. d.. Celkem zahynulo 16 členů posádky včetně jeho velitele Moritaróa Cukamota.

Dne 15. listopadu 1942 byl Nacugumo vyškrtnut ze seznamu lodí japonského císařského námořnictva.